# Пулианос, Арис
Арис Пулианос (греч. Αρης Πουλιανος) — греческий антрополог.

## Биография
Арис Пулианос родился на греческом острове Икария, 24 июля 1924 г. Воевал в Народно-освободительной армии Греции (ЭЛАС) в годы второй мировой войны и в Демократической армии Греции (ДСЭ) в годы греческой гражданской войны 1946-49 гг. Пулианос учился на факультете биологии в Queens College Нью-Йорка с 1948 по 1952 гг. с перерывами из-за участия в греческой гражданской войне. Получил политическое убежище в СССР. В 1961 г. получил степень кандидата наук в Московском университете за работу «О происхождении греков», где опровергал взгляды немецкой антропологии, а также доказывал антропологическую непрерывность греков от предыстории до наших дней.
Антропологические исследования были проведены среди греческих политических эмигрантов в СССР, категоризируя их по районам происхождения. Из-за недостатка антропологического материала из Крита, Пулианос дополнил свою работу по возвращении в Грецию исследованиями и книгой «О происхождении критян». Центральной идеей этих работ было, что политические эмигранты происходящие из тех же регионов имели антропологическое сходство, подтверждающее антропологическую непрерывность. В свою очередь это, по мнению Пулианоса, подтверждалось исследованиями скелетов разных исторических периодов из тех же регионов.
Пулианос утверждает также, что эти данные ставят под сомнение индоевропейскую теорию. Пулианос считал, что с антропологической точки зрения современное греческое население является прямым потомком древнего населения которое в свою очередь было смешением местного Эгейского антропологического типа человека с Эпирским типом, см. Динарский тип.
Более того, полагал, что и население юга сегодняшних Албании, Югославии, Болгарии и Эгейского побережья сегодняшней Турции, с разумными антропологическими отклонениями, принадлежит к общему с греческим населением антропологическому типу, независимо от языка или религии носителей.
До 1965 г. Пулианос работал в отделе антропологии Академии наук СССР и возглавил экспедиции в России, Болгарии, Румынии, Югославии, Грузии, Казахстане, Туркменистане и Узбекистане.
В 1965 г. он вернулся в Грецию и продолжил антропологические исследования в Греции и за границей, например в Испании и в Японии- айны, проливая свет на происхождение жителей Балканского п-ва и Европы.
В 1969 г. Пулианос был избран заместителем председателя антропологического конгресса в Токио, в 1979 председателем 3-го европейского конгресса в Праге и съезда в Петралоне в 1982 г.
В 1971 г. Пулианос создал Антропологическое общество Греции, а в 1976 г. отдел Палеоантропологии и спелеологии, в рамках министерства культуры Греции. Пулианос является постоянным членом Международного совета Антропологических и Этнологических наук ЮНЕСКО. В 2006 г. избран членом Европейского антропологического общества.
Скончался 21 марта 2021 года.

## Петралонская пещераиТриглиа
Пулианос вёл палеоантропологические раскопки в Петралонской пещере, которую случайно обнаружил Ф.Хадзаридис в 1959 году, раскопки на открытой местности в Триглиа, п-ов Халкидики и на кладбище слонов эпохи плеоцена в Пердикке, Западная Македония (см.Палеонтологический музей Пердикки)
Одним из тезисов Пулианоса является утверждение, что черепу Петралонского архантропа 700 тысяч лет и что архантроп является предком сегодняшних европейцев.
Согласно его же заявлениям, некоторым из его находок в Триглиа 12 млн лет,
homo erectus trigliensis".
Первоначально, в 1964 г., возраст черепа архантропа Петралона был определен в 70 тыс. лет немецкими антропологами Ε. Breitinger и Ο. Sickenberg. После раскопок Пулианоса в 1968 г., Sickenberg (1971/5) пересмотрел свои оценки и приблизился к оценкам Пулианоса.
Самая расхожая оценка среди коллег Пулианоса, что черепу 250—450 тыс. лет и что он принадлежит
виду Homo Heidelbergensis.
Пулианос же утверждает, что черепу 700 тыс. лет и что он ближе всех к современному человеку.
Ещё одно разногласие, касательно Триглии, заключается в том, что метод палеомагнетизма, по которому находки в Триглии были определены в 12 млн лет как считают оппоненты Пулианоса не пригоден в конкретной открытой местности из геологических соображений,
 в то время как Пулианос утверждает, что необходимые изыскания были произведены и ссылается на публикации в журнале «Антропос»- официального органа Антропологического общества Греции, на сайте которого эта критика об"ясняется «яростными нападками анти-научных и анти-греческих кругов, которые действуют при поддержке государственных органов»

## Опубликованные работы
- 1960 — «о Происхождении Греков» кандидатская диссертация Институт Антропологии, Москва· Переиздано в Афинах в 1962, 1965, 1968, 1988, 2001 и 2004 гг.
- 1961 — «Обнаружение Палеолитического Человеческого Черепа в Греции», Вопросы Антропологии, 8:162.
- 1963 — «Новые Палеолитические Находки в Греции», Советская Археология, 2: 227—229.
- 1965 — «Относительно места Петралонского Человека среди Палеоантропов», Советская Этнография, 2: 91-99.
- 1967 — «Η Θέση του Ανθρώπου των Πετραλώνων μεταξύ των Παλαιοανθρώπων», Anthropos C 19, (N.S.11): 216—221. in Akten Anthropologischen Kongresses Brno.
- 1968 — «Ευρήματα ηλικίας 500—900.000 ετών στο Σπήλαιο των Πετραλώνων», αναφορές στον τύπο, Θεσσαλονίκη, 18-4 1968· Αθήνα, 19-4-1968.
- 1969 — «Κλιματικές Διακυμάνσεις της Μέσης Πλειστοκαίνου όπως Υποδεικνύονται από Προκαταρκτική Cross-section του Σπηλαίου των Πετραλώνων», Report to the VIIth International Congress of Quaternary· Paris, Résumés des Communications: Section 5: 141.
- 1971 — «Petralona: A Middle Pleistocene Cave in Greece»; Archaeology, 24: 6-11.
- 1972 — «Some „Sapiens“ Features of the Petralona Skull» (abstract) in: F. Bordes (ed.) The Origin of Homo sapiens; Proc. Paris Symposium, Sept. 1969, organised by UNESCO with INQUA, Paris, UNESCO.
- 1974 — «The Science of Anthropology and the Joural „Anthropos“ (in Greek)»; Anthropos, 1: 1 — 4.
- 1974 — «The Transitional Period from the Neanderthaloid Stage to Homo Sapiens (summary)»; Anthropos, 1: 5 — 11.
- 1974 — «The Mesolithic Inion Bone from Attica (summary)»; Anthropos, 1: 40 — 54.
- 1974 — «Byzantine Skulls from Samos (summary)»; Anthropos, 1: 61 — 68.
- 1974 — «The Internatonal Anthropological Congresses (in Greek)»; Anthropos, 1: 104.
- 1974 — «The 9th International Congress of Anthropology (in Greek)»; Anthropos, 1: 105—106.
- 1975 — «An Early Minoan Microcephale»; Anthropos, 2: 40 — 47.
- 1975 — «The Mesolithic Man of the Kilada Cave in Argolis (summary)»; Anthropos, 2: 3 — 20.
- 1975 — «Group grave at Nichoria, Messenia (summary)»; Anthropos, 2: 48 — 55.
- 1975 — «Palaeoanthropological excavations at Petralona. Prakt. Archaeol.; Et.: 131—136. Athens.
- 1976 — „Helladopithecus Semierectus“ (summary)»; Anthropos, 3: 3 — 29.
- 1976 — «New Palaeoanthropic Finds from Thessaly (summary)»; Anthropos, 3: 67 — 77.
- 1976 — «Proposed Plan of Ethnographical — Laographical Description of a People (in Greek)»; Anthropos, 3: 105—114.
- 1976 — «Book Review: Man and Nature by Frederic S. Hulse. Ed. Random House, N.Y. 1975»; Anthropos, 3: 196.
- 1976 — «Book Review: Antropologhia Dreynih Baltov by R. J. Denissova. Ed. Inst. Istorii, Riga. (in Greek)» Anthropos, 3: 197.
- 1976 — «Presentation: „Polemonta“, a Mavrikios Dimitris' film (in Greek)»; Anthropos, 3: 198.
- 1976 — «Stratigraphy and Cultural Sequence at Petralona Cave. Report to the IXth International Congress of Prehistory»; Sept. 1976 Nice.
- 1976 — «Archanthropus Europaeus Petraloniensis. Colloque de Taxonomie Anthropologique, Bordeaux»; Sept.10-11, 1976. Universite de Bordeaux I. Talence Laboratoire d’Anthropologie.
- 1977 — «Stratigraphy and Age of the Petralonian Archanthropus»; Anthropos, 4: 37-46. Athens.
- 1977 — «Traces of Fire at the Petralona Cave, the Oldest Known up to Day»; Anthropos, 4: 144—146. Athens.
- 1977 — «Petralonian Archanthropus was Right-handed»; Anthropos, 4: 147—151. Athens.
- 1978 — «Hipparion Fauna near Petralon (summary)»; Anthropos, 5: 49 — 53. (Authors: Poulianos Aris N., Poulianos N. A.).
- 1978 — «New Miocene Fauna at Micralona — Trillia, Chalkidiki, Greece (summary)»; Anthropos, 5: 3 — 41. (Authors: Poulianos Aris N., Poulianos N. A.).
- 1978 — Correction of the English Text on the Summary Article, «Stratigraphy and Age of the Petralonian Archanthropus»; Published in Anthropos v. 4, 1977, pp. 44-46. Anthropos, 5: 263. Athens.
- 1978 — «Open Site Artifacts in the Vicinity of Petralona and their Comparison with Modern Greek Stone Implements for Thresing (Summary)»; Anthropos, 5: 81 — 97. (Authors: Poulianos Aris N., Poulianos N. A., Mikha Evi-Sarantea + A15).
- 1978 — «A Comparative Anthropological Study between Villages of Greek and Albanian Speakers of Messenia, Peloponnes (summary)»; Anthropos, 5: 131—158. (Authors: Poulianos Aris N., Meimaris M. K.).
- 1978 — «The Oldest Artifacts in Petralona Cave (summary)» Anthropos, 5: 74 — 80.
- 1978 — «The Oldest Artifacts in Petralona Cave»; Anthropos (Athens), 5: 74 — 80.
- 1978 — «Open Site Artifacts in the Vicinity of Petralona and their Comparison with Modern Greek Stone Implements for Threshing»; Anthropos, 5: 81-97. Athens. (Authors: Poulianos A. N., E. Mikha).
- 1979 — «G. F. Debetz, a Universal Expert and above all a Homo Humanus»; Anthropos, 6: 1 — 8.
- 1979 — «The Area of Southeastern Europe and the Appearance of the Homo Species (summary)»; Anthropos, 6: 9 — 14.
- 1979 — «The Area of South Eastern Europe and the Appearance of the Homo Sapiens»; Athens. Anthropos, 6: 9 — 14.
- 1980 — «Lower and Middle Pleistocene climatic fluctuations at Petralona Cave»; Anthropos, 7: 42 — 80. Athens.
- 1980 — «The Archanthropus of Petralona is Autochthonous»; Anthropos, 7: 7 — 11. Athens.
- 1980 — «The Post-cranial Skeleton of the Archanthropus Europaeus Petraloniensis»; Anthropos, 7: 13 — 33. Athens.
- 1980 — «A New Fossilised Inion-parietal Bone in Petralona Cave»; Anthropos, 7: 34 — 39. Athens.
- 1980 — «The Petralona Finds»; Thessaloniki. Yearbook of the Society of Macedonian Studies: 65-76.
- 1980 — «Stone Age Reconnaissance around Petralona Cave»; Anthropos, 7: 260—273. Athens. (Authors: Poulianos A. N. & G. P. Bhat).
- 1981 — «The Old Entrance of the Archanthropinae into the Petralona Cave»; Anthropos, 8: 74 — 79. Athens.
- 1981 — «Microhistological and Macroscopic Investigation of Post-cranial Bones of the Petralonian Archanthropus»; Anthropos, 8: 80 — 83. Athens.
- 1981 — «Pre-sapiens Man in Greece»; Current Anthropology, 22 (3): 287—288.
- 1981 — «Climatic Fluctuations at Petralona Cave»; Terra Cognita.
- 1982 — «The Cave of the Petralonian Archanthropinae»; Athens-Petralona. Library of AAG. pp. 80.
- 1982 — «Once More on the Age and Stratigraphy of the Petralonian Man»; Abstracts of the Proceedings of the 3rd European Congress of Anthropology. Athens-Petralona. Anthropos, 9:9.
- 1982 — «Letter»; Nature, 299: 280.
- 1982 — «Trillia Chalkidiki — Perdikkas C. Macedonia — Petralona Chalkidiki and the Apperance of Man (in Greek)»; Anthropos, 9: 81.
- 1982 — «The Height of Archanthropuses and their Atomic Age (in Greek)»; Anthropos, 9: 83.
- 1983 — «On the Stratigraphy and Dating of the Petralonian Man»; The proceedings of the 3rd European and 1st Panhellenic Anthropological Congresses. Anthropos, 10: 49 — 52. Athens.
- 1983 — «On the Stratigraphy and Dating of Petralonian Man»; Anthropos, 10: 49 — 52.
- 1986 — «The Stature of the Petralonian Archanthropus»; Proceedings of the 3rd European and 1st Panhellenic Anthropological Congress. Athens. Anthropos, 11: 14 — 22.
- 1986 — «Print of a Flower in Petralona Cave»; The proceedings of the 3rd European and 1st Panhellenic Anthropological Congresses. Anthropos, 11: 90 — 93. Athens.
- 1988 — «The Peopling of Europe»; Abstracts, 12th International Congress of Anthropological and Ethnological Sciences. July 25-31, 1988, Zagreb. (in press).
- 1988 — «Epimerization Ages of Fossil Teeth of Petralona Cave (Northern Greece)»; Abstracts of the 2nd Panellenic Congress of Anthropology. May 27-29, Athens. (Authors: Poulianos A. N., Poulianos N. A., Belluomini G., Delitala L.).
- 1990 — «Mycenean Skulls from Thessaly (summary)»; Anthropos, 12: